# Injil
Injil (arabiska: الإنجيل, al-Injil) är det arabiska namnet för det ursprungliga evangeliet som enligt islam gavs till Jesus (Isa) med uppenbarelse från Gud (Koranen 5:46). Evangeliet är omnämnt på ett flertal andra ställen i Koranen. Muhammed själv bekräftade alla tidigare uppenbarelser, inklusive uppenbarelsen till Isa (Koranen 4:47), och därmed måste muslimerna tro på den uppenbarelse Isa tog emot. Den ursprungliga formen av Injil gick förlorad efter Isa.
Ordet Injil är en förvanskad form av det grekiska euanggelion, "goda nyheter" eller evangelium. Jesus hänvisade till sitt budskap som goda nyheter men refererade aldrig till en fixerad uppenbarad text, och det finns inget bevis för, att Jesus tog emot en bok med uppenbarelse från Gud. Termen euanggelion började senare att användas som titel på fyra biografier om Jesus, de så kallade evangelierna i Bibeln.
Det finns heller inga dokument utanför Islam som styrker injils existens.